# Guunmong
Guunmong (deutsch Traum der neun Wolken oder auch Neun-Wolken-Traum ) ist ein Roman, der von dem koreanischen Schriftsteller Kim Man-jung in der Joseon-Zeit im 17. Jahrhundert verfasst wurde. Das Werk spielt während der Tang-Dynastie in China.

## Handlung
Die Rahmenhandlung bildet die Erziehung des jüngsten Mönchs Hsing-chen im Kloster auf dem Lotusgipfel. Er wird von seinem Meister Liu-kuan zum Drachenkönig geschickt. Auf dem Rückweg begegnet er an einer Brücke acht Feen. Da er ihnen nicht ausweichen kann, ergibt sich eine Unterhaltung mit ihnen, woraufhin er später bezichtigt wird, sich nach weltlichen Begierden zu sehnen. Von seinem Meister wird er in die Hölle, d. h. die Welt der Menschen, verbannt. Dort empfängt er seine Strafe: Er wird als Sohn eines Einsiedlers und dessen Frau wiedergeboren. Damit beginnt die Geschichte von Yang Shao-yu, der früh in der Kindheit sein vorheriges Leben als buddhistischer Mönch vergisst.
Sein Vater verlässt die Familie, als Yang Shao-yu zehn Jahre alt ist. Mit 14 Jahren verabschiedet sich Shao-yu von seiner Mutter, um sich der Beamtenprüfung in der Hauptstadt zu stellen. Auf der Reise nach Chang’an lernt er Ch'in Ts'ai-feng, die Tochter eines Beamten kennen und wird aufgrund von Krieg verhindert, weiterzureisen. Ein Jahr später trifft er in Luoyang Ch'an-Yüeh, die in einem Dichterkreis hoch angesehen ist. Er reist weiter in die Hauptstadt, wo er den ersten Platz in der Beamtenprüfung erringt. In der Hauptstadt verkleidet er sich als Qin-Spielerin, um die Tochter des Ministers Cheng, Ch'iung-pei kennenzulernen, mit der er sich schließlich verlobt. Aufgrund seines Talents wird er vom Kaiser in Kriege geschickt, in denen Yang Shao-yus Taktiken den kaiserlichen Truppen zum Sieg verhelfen, wodurch er vom Kaiser zum Kanzler bestellt wird. Er soll die Schwester des Kaisers, Prinzessin Lan-yang heiraten, dies geht allerdings erst, nachdem seine Verlobte Ch'iung-pei von der Kaiserinmutter adoptiert wurde. Yang Shao-yu darf die zwei Frauen heiraten und sich alle anderen weiblichen Bekanntschaften der vorangegangenen Reisen als Konkubinen an den Hof holen – diese acht Frauen sind die Feen, denen er als Hsing-chen vor der Brücke begegnet war.
Nachdem sich Yang Shao-yu nach vielen Jahren und mit Kindern und Enkelkindern beschenkt zur Ruhe setzt, wird ihm bewusst, wie schnell auch die Leben der großen Männer vorbeigehen, und er möchte sich dem Buddhismus widmen. Zu diesem Zeitpunkt besucht ihn ein Mönch, der ihn fragt, ob er sich nicht mehr an ihn erinnere. Es ist sein Meister Liu-kuan, der ihn wieder als Hsing-chen aufweckt: Er hatte alles nur geträumt.

## Hintergrund
Der Traum als Element der Erzählstruktur wurde bereits in Der Präfekt des Südzweigs (Nanke taishou zhuan) von Li Gongzuo (李公佐, 770–850) und in der Geschichte von Choshin in den Samguk Yusa (Legenden der drei Königreiche) verwendet.

Im Roman sind buddhistische, daoistische und konfuzianische Motive und Elemente zu finden, die Beziehung zwischen den Religionen wird ebenfalls thematisiert. Dabei wird der Buddhismus positiv dargestellt, während der Konfuzianismus, der zur Zeit von Kim Man-jung vorherrschend in Korea war, kritisiert wird: 
„There are three ways in the world – the way of Confucius, the way of the Buddha, and the way of the Taoists. Buddhism is the highest. Confucianism exalts achievements and concerns itself with the passing down of names to posterity. Taoism is mystical, but it is unreliable, and though it has benefited many, its truths cannot be wholly known. Consider the fates of Ch'in Shi-huang, Han Wu-ti, and Hsüan Tsung.“
Die politischen und gesellschaftlichen Strukturen des Joseon-Reiches waren nach denen der chinesischen Tang-Zeit modelliert, der Buddhismus wurde aktiv unterdrückt. Unter den koreanischen Yangban-Schriftstellern dieser Zeit war es Mode, ihre Geschichten in ein früheres China zu versetzen.

## Urtext und Übersetzung
Bis 1446 war die chinesische Schrift das einzige Schriftsystem in Gebrauch in Korea. Nach und nach wurden literarische Werke in Hangeul verfasst, allerdings wurden bis ins 19. Jahrhundert noch manche Werke im Schriftchinesischen (Hanmun) geschaffen. Ab dem 17. Jahrhundert wurden in Korea bereits Romane – wie z. B. Hong Gil-dong – in Hangeul verfasst.
Das Originalmanuskript des Romans existiert nicht mehr, es sind nur Überlieferungen erhalten.
Die ältesten erhaltenen Manuskripte sind eine undatierte, mehrbändige koreanische Version in der Seoul-Universität sowie ein Blockdruck von 1803 in Schriftchinesisch, der in zahlreichen Bibliotheken vorhanden ist.
Dieser Umstand führte in Korea zu Debatten in der Literaturwissenschaft, da der Roman als einer der berühmtesten klassischen Werke der koreanischen Literatur gilt und so die Sprache des Urtextes wichtig für das nationale Selbstverständnis Koreas ist. Es gibt viele koreanische Literaturwissenschaftler, die davon ausgehen, dass das Original bereits in koreanischer Schrift verfasst war.

## Rezeption
In den folgenden Jahrhunderten wurde der Roman vielfach nachgeahmt, ein Beispiel dafür ist der Roman Der Traum der Jadekammer (Ongnu mong) von Nam Yeong-ho.
Ein weiterer Roman, der eine ähnliche Struktur aufweist, ist Das Leben der Unyeong (Unyeong Cheon), welcher im 16. Jahrhundert von einem unbekannten Autor verfasst wurde.
In der ersten Hälfte des 19. Jahrhunderts wurde der Roman in China von einem unbekannten Autor adaptiert, auf 35 Kapitel erweitert und unter dem Titel Aufzeichnungen der Neun Wolken (Jiuyunji) veröffentlicht.
Der Traum der neun Wolken war dank der Übersetzung von James S. Gale 1922 zudem der erste Roman, der aus dem Koreanischen ins Englische übersetzt wurde.
Der koreanische Autor Choi In-hun veröffentlichte 1962 einen Roman mit gleichnamigen Titel.
Die Fernsehserie My Love from the Star (Byeol-eseo on geudae), die 2013–2014 auf SBS ausgestrahlt und auch international populär wurde, parodiert den Roman und gibt explizite Verweise auf das Werk. Der Erfolg der Serie in der Volksrepublik China war so groß, dass der Roman ein zweites Mal ins moderne Chinesisch übersetzt wurde.

## Übersetzung und Kommentar
- Wolkenträume: Ein klassischer Roman aus dem Korea des 17. Jahrhunderts. Übersetzung und Nachwort von Albrecht Huwe, EOS-Verlag, St. Ottilien 2011.